# Pop'n Music
Pop'n Music (ポップンミュージック), souvent raccourci en Pop'n ou PoMu, est une série de jeu de rythme de Konami dans la série des Bemani.
Ce jeu est facilement reconnaissable par ses couleurs vives, ses chansons très rythmées et ses personnages délirants. Pop'n Music était d'abord conçu pour attirer un jeune public, mais sa difficulté à niveau élevé a rapidement attiré les joueurs de Beatmania et des autres jeux Bemani. Originellement créé en 1998, il existe 29 versions arcade (Pop'n 1 à UniLab, Animelo, Animelo2, Hello! Pop'n), 8 versions PlayStation 1 (Pop'n 1 à 6, Animelo et Disney Tunes), 9 versions PlayStation 2 (Pop'n 7 à 14, Best Hits), 4 versions Dreamcast (Pop'n 1 à 4) et 3 versions GameBoy Color. Il existe également une version du jeu sur Wii, et deux versions PSP.

## Contrôleur Pop'n Music
Contrairement aux autres jeux Bemani, le contrôleur de Pop'n Music n'est pas fait pour ressembler à un instrument de musique. Il est composé de neuf gros boutons de différentes couleurs, répartis en 2 rangées : une de 4 et l'autre de 5. Le joueur appuie sur les boutons avec la paume de la main.
Il existe deux catégories de contrôleur, comme pour presque tous les jeux Bemani : les contrôleurs de maison, et les contrôleurs ASC (Arcade style controller). Voici une courte description de chacun:

### Contrôleur maison (consumer)
Utilisé par la grande majorité des joueurs, il est robuste, abordable et est une version en modèle réduit de l'équivalent arcade. Les boutons sont petits, on joue donc tout en précision avec le bout des doigts, le contrôleur posé sur ses genoux par exemple. Le jeu s’apparente plus à un Beatmania (simulation DJ avec clavier à 5/7 touches) ou un Stepmania clavier.

### Contrôleur ASC officiel
Utilisé par une minorité de joueurs, il est indestructible, très cher et correspond aux dimensions de la borne d'arcade, avec des boutons à microswitches et ressorts. Les boutons font 6 cm de diamètre, et permettent d’être frappés à pleine main. Le contrôleur étant long, il faut bouger ses mains et ses bras rapidement lorsque la difficulté devient élevée. On obtient un jeu physique, l’équivalent d’un DDR mais au niveau des bras.

### Contrôleur Arcade tierce partie
Ce sont des contrôleurs semi amateurs, de qualité correcte, moins onéreux que les officiels. Ils peuvent avoir des boutons éclairés en option. Ils sont généralement beaucoup moins cher que l'officiel.

## Système de jeu
Des notes (appelées « pop-kuns ») défilent, de haut en bas, et lorsque la note atteint la ligne du bas, le joueur doit appuyer sur le bouton correspondant qui imite une note de la chanson. La précision est jugée de « Cool!! » ou « Great » (exactement le bon timing) à « Bad » (rater la note complètement).
Comme Beatmania, une barre de vie avec une grande section verte et une petite section rouge apparaît au bas de l'écran. Obtenir des Great augmente, tandis que les Bad diminuent le vert. Lorsque la barre est verte complètement, la note Fever remplace les Great ou Cool!!(Fever) remplace les Cool!!, indiquant au joueur que sa barre est au maximum. La chanson est réussie si à la fin de celle-ci le vert est dans la section rouge, ce qui laisse le joueur jouer une autre chanson. Une partie est composée de trois chansons au maximum, après, la partie est automatiquement terminée.
La première chanson est toujours réussie, comme dans le mode Beginner de DDR, pour laisser une chance au joueur d'arcade qui joue pour la première fois.
Le joueur peut choisir entre le mode « 5-key » (5 boutons), ou le mode « 9-key » (9 boutons). Les plus vieilles versions contiennent le mode « 7-key » (7 boutons), pour accommoder les joueurs utilisant un contrôleur Beatmania.
Pour rendre le gameplay plus intéressant, les niveaux de difficulté plus élevés contiennent un obstacle appelé « Ojamas », qui cache les pop-kuns descendants.
Un mode qui apparaît dans les versions récentes est le mode « Expert », où le joueur choisit une liste de chansons à réussir dans un ordre préétabli dans le mode « Normal » ou « Hyper ». La barre de vie est différente dans ce mode, car elle commence au maximum, diminue à chaque Bad, mais ne remonte que rarement.
Un autre mode récent est le mode Battle, où deux joueurs s'affrontent dans un mini-jeu, contrôlant trois boutons chacun.
Pop'n Music 9 à Pop'n Music 11 contiennent le mode Osusume, où une liste de chanson est créée par les réponses du joueurs à des questions posées.

## Les personnages
Dans la plupart des jeux de rythmes Bemani, le fond est animé par des vidéos ou des petites animations (Beatmania, Dance Dance Revolution). Dans Pop'n Music, ce sont des personnages de chaque côté de l'écran qui réagissent au comportement du joueur, c’est-à-dire aux Great, Good, Bad ou Fever. Celui à gauche est le joueur, et celui à droite, l'adversaire propre à la chanson ou au genre. Les personnages dansent sur un décor qui est unique à la chanson. Ils sont un peu l'emblème de Pop'n Music.

## Pop'n Music sur console
La majorité des jeux suivants ne sont disponibles qu'au Japon et en Asie.
Pop'n Music et Pop'n Music 2 ont débuté sur PlayStation et Dreamcast. Pop'n Music 3 et Pop'n Music 4 étaient vendus en tant qu'extensions, pour ceux qui possédaient déjà Pop'n Music 2. Un contrôleur spécial fut créé pour les deux consoles.
Pop'n Music 5, Pop'n Music 6, Pop'n Music Animation Melody et Pop'n Music Disney Tunes ne sont apparus que sur PlayStation, laissant tomber la Dreamcast.
Pop'n Music 7, Pop'n Music 8, Pop'n Music 9, Pop'n Music 10, Pop'n Music 11, Pop'n Music 12: Iroha, Pop'n Music 13: Carnival, Pop'n Music 14: Fever et la version anthologique Pop'n Music Best Hits sont apparus sur PlayStation 2.
Sur Game Boy Color est sorti Pop'n Music GB, Pop'n Music GB Animation Melody et Pop'n Music GB Disney Tunes.
Pop'n Music Wii est le seul jeu sorti également aux États-Unis et en Europe, il n'est jouable qu'avec la reconnaissance de mouvement de la télécomande Wii et du Nunchuk et ne comporte que le mode 5 boutons.
Sur PlayStation Portable, Pop'n Music Portable et Pop'n Music Portable 2 sont basés des jeux Pop'n Music 15: Adventure et Pop'n Music 16: Party.
Pop'n Music 17: The Movie, Pop'n Music 18: Sengoku Retsuden, Pop'n Music 19: Tune Street ne sont pas encore sorties sur consoles

## Pop'n Stage
Pop'n Stage est un jeu de danse basé sur Pop'n Music, par rapport à ses chansons et son design. Le contrôleur est semblable à celui de Pump It Up, c'est-à-dire un tapis de dix tuiles (quatre diagonales et une à chaque centre). C'est un mélange de Pop'n Music et de Dance Dance Revolution.
Pop'n Stage ne peut accueillir qu'un joueur à la fois. Deux mode sont disponibles: 6 ou 10 tuiles. 6 tuiles n'utilisant pas les quatre coins éloignés.

## Pop'n Taisen
Konami a aussi créé un jeu de type Puzzle sur PlayStation ayant le thème de Pop'n Music, les Pop-kuns étant utilisé comme pièces. Il est jouable en ligne.

## Faits intéressants
- Certains styles musicaux dans Pop’n Music sont attachés à des formations de musique : ex. : la série « Power Folk ».
- La plupart des musiques de licences sont des musiques d’anime (Candy Candy, Gyaban (X-Or), Cat's Eye, Lupin, Sailor Moon).
- La plupart des musiciens présents dans la bande son de Pop’n Music ont donné un concert à Tokyo en 2003 dédié à Pop’n Music. Des extraits de ce live sont présents en bonus dans la version 8.
- Pour la sortie de Pop’n Music 9, dont le thème est le ‘café’, un bar de Tokyo a complètement été redécoré pour l’occasion avec des tasses « Pop-Kun », la mascotte de cette version.
- Une borne Pop’n Music est visible dans le film Lost in Translation.
- Il existe un plug-in au simulateur de Dance Dance Revolution StepMania pour le transformer en Step'n Music, un simulateur de Pop'n Music pour PC.
- Quatre bornes d'arcade Pop'n Music sont référencées en France: aux salles d'arcade Geek Room à Asnières-sur-Seine, Atom City à Lille, Alphanef à Montpelier ainsi que dans le magasin Envie de Japon à Nantes[1].